# Simone Bentivoglio
Simone Bentivoglio (Pinerolo, 29 de Maio de 1985) é um futebolista italiano que atua como meio-campista e atualmente defende o Chievo Verona.

## Carreira
Ele começou sua carreira na poderosa Juventus Football Club, depois foi emprestado ao Associazione Calcio Mantova que estava na Série B e um ano depois foi emprestado ao Modena Football Club e atualmente está no Associazione Calcio Chievo Verona é o camisa 9, onde conquistou o titulo da Serie B italiana em 2007-2008. 

### Seleção nacional
Participou do Mundial sub-20 2005 e em 2006 entrou na Seleção Italiana de Futebol sub-21 contra a seleção de futebol de Luxemburgo.

## Títulos
Chievo Verona
- Campeonato Italiano Serie B: 2007-2008